# Glyptorhagada silveri
Glyptorhagada silveri је пуж из реда Stylommatophora и фамилије Camaenidae.

## Угроженост
Ова врста се сматра угроженом.

## Распрострањење
Ареал врсте је ограничен на једну државу. 
Аустралија је једино познато природно станиште врсте.